# Американское общество ирисоводов
Американское общество ирисоводов (англ. American Iris Society, AIS) — общественная организация, объединяющая любителей выращивания растений рода Ирис. Занимается учётом сортов, научными публикациями и многими другими проблемами, связанными с ирисами, в том числе является учредителем ряда наград.
Ежегодно судьи AIS проводят голосование, в результате которого называются сорта-победители. В ходе этого голосования оцениваются ирисы, наблюдаемые в течение всего процесса выращивания.
Самая известная и самая высокая награда — мемориальная медаль Дайкса (англ. Dykes Memorial Medal). Она учреждена в память об У. Р. Дайксе (англ. William Rickatson Dykes), известном ботанике конца XIX — начала XX вв. Каждый год только один сорт может её получить. Учитываются только те ирисы, которые за три предыдущих года получили классификационную медаль. Этими медалями ежегодно награждают сорта, которые являются лучшими по мнению судей в своей классификации.
Классификационные медали для всех групп выдаются по одной в год, исключением является только группа высокорослых бородатых ирисов (TB). Ввиду их большой популярности для этих ирисов возможны три медали Уистера (англ. Wister).

## Перечень классификационных наград AIS[1]
По результатам судейского голосования:
- Мемориальная медаль Дайкса (англ. Dykes Memorial Medal) — могут быть награждены ирисы любой группы
- Медаль Дж. Уистера (англ. John C. Wister Medal) — для высоких бородатых ирисов (TB)
- Медаль Кэпарна-Уэлча (англ. Caparne-Welch Medal) — для миниатюрных карликовых бородатых ирисов (MDB)
- Медаль Кука-Дугласа (англ. Cook-Douglas Medal) — для стандартных карликовых бородатых ирисов (SDB)
- Медаль Х. и Я. Сассов (англ. Hans and Jacob Sass) — для среднерослых бородатых ирисов (IB)
- Медаль Уильямсона-Уайта (англ. Williamson-White Medal) — для миниатюрных высокорослых бородатых ирисов (MTB)
- Медаль Ноултона (англ. Knowlton Medal) — для бордюрных бородатых ирисов (BB)
- Медаль Уайта (англ. C. G. White Medal) — для арилов (AR)
- Медаль Уильяма Мора (англ. William Mohr Medal) — для арилбредов (AB)
- Медаль Сидни Б. Митчелл (англ. Sydney B. Mitchell Medal) — для ирисов Тихоокеанского побережья (PCN)
- Медаль Пейна (англ. J. A. Payne Medal) — для японских ирисов (JI)
- Медаль Мэри Суордс Дебаллион (англ. Mary Swords Deballion Medal) — для луизианских ирисов (LA)
- Премия Моргана (англ. Morgan Award) — высшая награда для сибирских ирисов с 1952 по 1984 год[2].
- Медаль Моргана-Вуда (англ. Morgan-Wood Medal) — высшая награда для сибирских ирисов (SIB) с 1986 года по настоящее время.
Медаль названа в честь Ф. Кливленда Моргана (англ. F. Cleveland Morgan) (1882—1962) и англ. Ira E. Wood (1903—1977). Ф. Кливленд Морган (Канада) был одним из первых коллекционеров и создателей сибирских ирисов, а также одним из учредителей Общества любителей сибирских ирисов. Ira E. Wood и его жена Бетти были и ученые, которые работали в Bell Telephone Laboratories в Нью-Джерси. Они принимали активное участие в деятельности AIS и Общества сибирских ирисов. Ira E. Wood также занимал должность директора AIS и второго вице-президента[3].
- Медаль Эрика Найеса (англ. Eric Nies Medal) — для ирисов спурия (SPU)
- Медаль основателей Группы любителей видовых ирисов Северной Америки (англ. Founders of SIGNA Medal) — для видовых ирисов (SPEC)
- Медаль Рэндольфа-Перри (англ. Randolph-Perry Medal) — для межвидовых гибридов (SPEC-X)
- Почётный отзыв (англ. Honorable Mention (HM)) — для сортов представленных два года назад
- Награда за качество (англ. Award of Merit (AM)) — только для сортов, которые за два прошедших года получили почётный отзыв HM (Honorable Mention). Последнюю получают только те ирисы, которые были представлены на соискание два года назад.
- Высшая рекомендация (англ. High Commendation (HС)) — предусмотрена для незарегистрированных сеянцев, имеющих лишь номер; для получения HC необходимо минимум пять судейских голосов.

По результатам голосования простых членов AIS:
- Президентский Кубок (англ. President's Cup)
- Кубок Франклина Кука (англ. The Franklin Cook Cup).
- Кубок Бена Р. Хейгера (англ. The Ben R. Hager Cup) — голосование происходит во время встречи членов Американского Общества Ирисоводов, которая происходит раз в году. Оцениваются все среднерослые ирисы (SDB, IB, MTB и BB), которые на момент рассмотрения цветут в садах на маршруте встречи.

## Фонд американского общества ирисоводов
В 1971 году для продвижения целей общества был основан Фонд американского общества ирисоводов (AISF).